# Naultinus punctatus
Espèce
Synonymes
- Naultinus pentagonalis Colenso, 1880

Statut CITES
Naultinus punctatus est une espèce de geckos de la famille des Diplodactylidae.

## Répartition

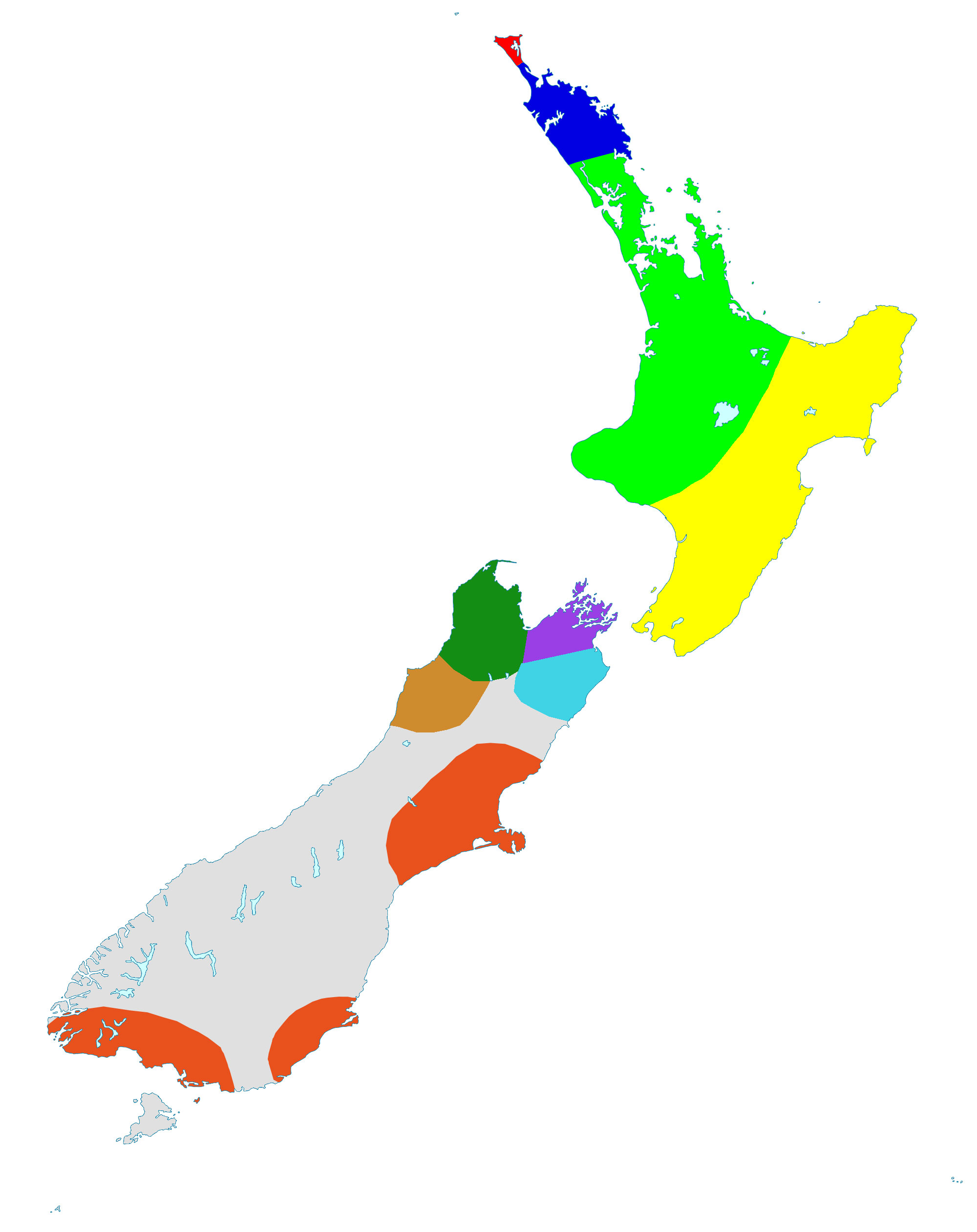
Distribution de Naultinus punctatus en jaune.

Cette espèce est endémique de Nouvelle-Zélande. Elle se rencontre dans le sud-est de l'île du Nord.

## Publication originale
- Gray, 1843: Descriptions of the reptiles and Amphibia hitherto observed in New Zealand. Travels in New Zealand, J. Murray, London, vol. 2, p. 202-206 (texte intégral).